# Zakynthos FC
El club atlético de Zakynthos es un equipo de fútbol de Grecia que juega en la segunda Superliga de Grecia.

## Historia
Fue fundado en el año 1961 en la ciudad de Zakynthos, aunque en 1969 fue que se hizo oficial tras la fusión de 2 equipos locales.
Estuvo cerca de ascender a la Beta Ethniki en 1973 y en 1975 debido a que en aquellos años los campeones regionales tenían la posibilidad de un Play-off para el ascenso ante los equipos del sur de Grecia, pero falló en ambos intentos tras quedar de 2.º en su zona.
Entre mediados de los años 1970s y los inicios de 1980 integraron un recién hecho campeonato amateur llamado Ethniki Erasintechniki, el cual era el tercer nivel del fútbol de Grecia en lo que hoy se conoce como Gamma Ethniki. En 1982 descendieron a la Delta Ethniki y cuatro años después descendieron a las ligas locales, pasando a ser un equipo yo-yo hasta 1997.
En 1997 se volvieron constantes en la Delta Ethniki, ubicándose en los lugares intermedios de la tabla. En el 2006 ascendieron a la semi-profesional Gamma Ethniki tras ganar el Grupo 6, aunque solo duraron una temporada en el tercer nivel.
A la siguiente temporada volvieron a ganar el ascenso a la Gamma Ethniki, pero esta vez se mantuvieron estables en la liga. En la temporada 2011/12 lograron un tercer lugar, lo que le dio al club la posibilidad de ascender a la Beta Ethniki, pero fracasaron en su intento.
El terminar la temporada 2012/13 consiguieron su principal logro hasta el momento ascendiendo a la Beta Ethniki por primera vez en su historia tras haber terminado en una mediocre séptima posición en la Gamma Ethniki debido a que la Federación Helénica de Fútbol decidiera expandir la cantidad de equipos de la Beta Ethniki, aunque algunos que pudieron ser promovidos rechazaron el ascenso, por lo que el club atlético de Zakynthos fue uno de los beneficiados. Los amarillos vivieron sus momentos más importantes en la segunda división por tres años consecutivos jugando contra rivales muy importantes del país. Su trayectoria en la segunda, se terminó después la temporada 2015-16.

## Palmarés
- Delta Ethniki Grupo 6: 2

2005/06, 2007/08
- Campeonato de Ileia-Zakynthos: 6

1978/79, 1987/88, 1989/90, 1992/93, 1994/95, 1996/97

## Jugadores

### Jugadores destacados
- Stelios Liveris
- Stathis Karamalikis
- Thanasis Dinas
- Alexandros Apostolopoulos
- Tomasz Moskal
- Franco Otta